# Nanlang
Nanlang, tidigare romaniserat Namlong, är ett stadsdelsdistrikt i Zhongshan i provinsen Guangdong i sydöstra Kina.